# Tinka Kurti
Tinka Kurti (n. 17 decembrie 1932, Sarajevo, Regatul Iugoslaviei) este una dintre cele mai cunoscute actrițe albaneze. Într-o carieră de aproximativ 60 de ani, a jucat în peste 50 de filme și peste 150 de piese de teatru. A fost distinsă cu medalia Artist al Poporului din Albania. 

## Biografie
Tinka s-a născut la Sarajevo, Bosnia și Herțegovina (atunci parte a Iugoslaviei) dintr-un tată albanez și o mamă maghiară. Era cea mai mare dintre cei patru copii ai acestora. La o vârstă fragedă, familia sa s-a întors în orașul Shkodër din nordul Albaniei. În Shkodër, Tinka Kurti a petrecut cea mai mare parte a vieții sale și aici s-a alăturat teatrului la o vârstă fragedă. 
În 1947 a fost expulzată de la Liceu Artistik (Școala de Arte) din Tirana și nu a reușit niciodată s-o absolve. Totuși, acest lucru nu a împiedicat-o să-și urmeze cariera în actorie. A debutat în teatru la vârsta de 16 ani, cu un rol minor, în piesa Dasma Shkodrane (Nunta de la Shkodër). Din 1949 a devenit membru al Teatrului Migjeni din Shkodër, unde a participat la peste 120 de piese (drame și comedii). Printre acestea se numără Gjaku i Arbrit, Histori Irkutase, Toka Jonë, Fisheku në pajë sau Fejesa e Çehovit. 
Kurti nu s-a limitat doar la piese de teatru și a decis să încerce o carieră și în lumea filmului. În 1958, ea a fost aleasă pentru rolul principal în filmul albanez Tana. A urmat o serie nesfârșită de roluri de film care i-au transformat numele într-o comoară a artei albaneze. Printre aceste filme se numără mama Pashako în Yjet e netéve tė gjata, Mama din Cifti i lumtur, Sinjorina Mançini în Vajzat me kordele të kuqe, Bunica din Zemra e Nënës. 
Două cinematografe din Tirana și Durres sunt numite după ea. De asemenea o școala din Lekbibaj (un sat din Albania) îi poartă numele. 
În 2003, regizorul albanez, Esat Teliti, a realizat un documentar bibliografic ca un omagiu al vieții ei. A fost numit pur și simplu Tinka.
Până în prezent, Kurti continuă să-și uimească audiența oriunde merge. Ea a afirmat odată: Nu mă tem de vârsta înaintată, nici măcar de moarte. Dar, mă tem de senilitatea creierului și dacă va veni acel moment, cred că voi fi moartă de două ori. De aceea vreau să lucrez. 

## Filmografie
- Bota - 2014, regia  Iris Elezi și Thomas Logoreci[3]
- Ne Kerkim te Kujt - 2012
- Gjalle! (În viață!) - 2009
- Familjet (Familii) - 2009
- Ne dene Lenini (Lenin și noi) - 2009
- Mira - 2008 / II
- Etjet e Kosoves (Kosova: Căutare disperată) - 2006
- Nata (1998)
- Zemra e Nënës (Inima mamei) - 1995
- Në emër të lirisë (În numele libertății) - 1987
- Hije që mbeten pas (Umbrele lăsate în urmă) -1985
- Besa e kuqe (Credința roșie) - 1982
- Qortimet e vjeshtës (Reproșul toamnei) - 1982
- Si gjithë të tjerët (Ca toate celelalte) -1981
- Mengjeze te reja (1980)
- Nusja (Mireasa) - 1980
- Gjeneral gramafoni (Gramofonul general) - 1978
- Vijzat me kordele tė kuqe (Fete cu panglici roșii) - 1978
- Emblema e dikurshme - 1976
- Cifti i lumtur (Cuplul fericit) - 1975
- Lumë drite (Râul luminii) - 1975
- Operacion Zjarri (Operațiunea Foc) - 1973
- Yjet e netëve të gjata - (Stelele nopților lungi) - 1972
- Guximtarët (Curajosul) - 1970
- Tana - 1958